# Tadeusz Wrześniewski
Tadeusz Wincenty Wrześniewski (ur. 19 lipca 1900 w Warszawie, zm. 19 sierpnia 1920 w Rzeczkach-Wólkach) – podporucznik Wojska Polskiego, kawaler Orderu Virtuti Militari.

## Życiorys
Urodził się 19 lipca 1900 w Warszawie, w rodzinie Władysława (1873–1951) i Marii z Buszkowskich (1873–1964). W 1918 zakończył naukę w Gimnazjum im. Mikołaja Reja i rozpoczął studia na Uniwersytecie Warszawskim. Był członkiem warszawskiego Hufca Harcerskiego. W listopadzie tego roku zgłosił się jako ochotnik do Wojska Polskiego. Służbę rozpoczął w Ochotniczym Batalionie Harcerskim, a po jego rozwiązaniu ukończył kurs oficerski. Latem 1920 walczył w szeregach 201 Pułku Piechoty. Poległ 19 sierpnia 1920 we wsi Rzeczki-Wólki.
Został pochowany na Cmentarzu Powązkowskim w Warszawie (kwatera 221-2-11,12).
W pierwszą rocznicę śmierci, w miejscu w którym zginął, rodzice postawili obelisk.

## Ordery i odznaczenia
- Krzyż Srebrny Orderu Wojskowego Virtuti Militari nr 3923 (pośmiertnie)[8]
- Medal Niepodległości (pośmiertnie, 23 grudnia 1933)[9][2]